# Юйцзюлюй Булучжень
Юйцзюлюй Булучжень (кит.: 郁久閭步鹿真; д/н — 414) — 3-й історичний жужанський каган у 414 році.

## Життєпис
Онук Мангеті, вождя західних жужанів, ім'я батька невідоме. Про молоді роки обмаль відомостей. 414 року, коли зайшла мова про шлюб доньки кагана Хулюя з північнояньським імператором Фен Ба, виступив за те, щоб з нареченою виїхали доньки князів Шулі і Удеяня. Але каган відкинув ці пропозиції. Тоді Булучжень сказав Шулі, що каган збирається віддати його доньку до Північної Янь як посаг. У відповідь Шулі вночі оточив юрту кагана, схопив того, а потім разом з донькою відправив до Фен Ба.
Блучженя було оголошено новим каганом Юйцзюлюй, але фактично належала Шулі. Булучжень, вступивши в любовний зв'язок з молодшою дружиною Чілохоу, вождя племені тєле, дізнавшись від неї, що Чілохоу планує його повалити і поставити каганом Датаня. Булучжень зібрав 8 тис. вояків і оточив ставку Чілохоу, який наклав на себе руки. Після цього, каган напав на Датаня, але був розбитий, схоплений і удавлений. Новим каганом став Юйцзюлюй Датань.